# Championnat d'Équateur de football 2013
Navigation
Saison précédente Saison suivante
La saison 2013 du championnat d'Équateur de football est la cinquante-cinquième édition du championnat de première division professionnelle en Équateur. 
Le championnat est scindé en deux tournois saisonniers où les douze équipes engagées s'affrontent deux fois, à domicile et à l'extérieur. Le vainqueur de chaque tournoi participe à la finale nationale et obtient son billet pour la Copa Libertadores. Un classement cumulé des deux tournois permet de déterminer les deux clubs relégués en Serie B.
C'est le Club Sport Emelec qui remporte la compétition, après avoir gagné à la fois les tournois Apertura et Clausura. C'est le onzième titre de champion de l'histoire du club, le premier depuis cinq ans.

## Qualifications continentales
Le vainqueur de chaque tournoi obtient sa qualification directe pour la Copa Libertadores. Si une équipe remporte les deux tournois, ce sont les 2e et 3e au classement cumulé de la saison qui l'accompagnent dans cette compétition. Les 2e et 3e du tournoi Ouverture se qualifient pour la Copa Sudamericana 2013. Enfin, le classement cumulé permet aux 4e et 5e de se qualifier pour la Copa Sudamericana 2014.

## Les clubs participants
| - Barcelona Sporting Club - Deportivo Quito - LDU Loja - Deportivo Cuenca - LDU Quito - CDU Católica del Ecuador - Promu de Segunda A | - Club Deportivo El Nacional - Club Social y Deportivo Macara - Deportivo Quevedo - Promu de Segunda A - Manta Fútbol Club - Independiente del Valle - Club Sport Emelec |

## Compétition
Le barème utilisé pour établir les différents classements est le suivant :
- Victoire : 3 points
- Match nul : 1 point
- Défaite : 0 point

### Tournoi Apertura

#### Classement
| Rang | Équipe                         | Pts | J  | G  | N | P  | Bp | Bc | Diff |
| ---- | ------------------------------ | --- | -- | -- | - | -- | -- | -- | ---- |
| 1    | Club Sport Emelec              | 45  | 22 | 14 | 3 | 5  | 28 | 17 | +11  |
| 2    | LDU Quito                      | 41  | 22 | 12 | 5 | 5  | 26 | 19 | +7   |
| 3    | Independiente del Valle        | 39  | 22 | 12 | 3 | 7  | 37 | 25 | +12  |
| 4    | Deportivo Quito                | 38  | 22 | 10 | 8 | 4  | 41 | 24 | +17  |
| 5    | Barcelona Sporting ClubT       | 38  | 22 | 11 | 5 | 6  | 33 | 19 | +14  |
| 6    | Universidad CatólicaP          | 33  | 22 | 9  | 6 | 7  | 34 | 35 | -1   |
| 7    | Club Deportivo El Nacional     | 26  | 22 | 8  | 2 | 12 | 29 | 33 | -4   |
| 8    | Deportivo Cuenca               | 25  | 22 | 6  | 7 | 9  | 29 | 36 | -7   |
| 9    | Deportivo QuevedoP             | 23  | 22 | 6  | 5 | 11 | 26 | 34 | -8   |
| 10   | Manta Fútbol Club              | 22  | 22 | 5  | 7 | 10 | 26 | 33 | -7   |
| 11   | LDU Loja                       | 17  | 22 | 3  | 8 | 11 | 21 | 33 | -12  |
| 12   | Club Social y Deportivo Macara | 16  | 22 | 3  | 7 | 12 | 14 | 36 | -22  |

|  | Qualification pour la Copa Libertadores 2014, la Copa Sudamericana 2014 et la finale nationale |
|  | T : Tenant du titre P : Promu de Segunda A                                                     |

#### Matchs
| Résultats (▼dom., ►ext.)       | BAR | CUE | QUE | QUI | NAC | EME | IDV | LDL | LDQ | MAC | MAN | CAT |
| Barcelona Sporting Club        |     | 4-0 | 2-0 | 1-0 | 1-0 | 2-0 | 2-5 | 3-1 | 3-0 | 1-0 | 0-0 | 6-2 |
| Deportivo Cuenca               | 2-0 |     | 1-1 | 2-2 | 1-1 | 0-1 | 2-1 | 1-1 | 0-0 | 2-1 | 0-2 | 1-2 |
| Deportivo Quevedo              | 1-1 | 0-0 |     | 4-3 | 1-1 | 0-1 | 1-2 | 2-1 | 0-0 | 2-1 | 3-0 | 1-3 |
| Deportivo Quito                | 1-0 | 5-1 | 4-1 |     | 3-1 | 3-0 | 0-2 | 2-0 | 2-1 | 0-0 | 3-0 | 2-2 |
| Club Deportivo El Nacional     | 2-1 | 3-1 | 1-2 | 1-2 |     | 2-1 | 3-0 | 2-1 | 0-1 | 3-1 | 2-1 | 1-2 |
| Club Sport Emelec              | 0-0 | 3-1 | 2-1 | 1-0 | 2-1 |     | 0-2 | 1-0 | 0-1 | 3-0 | 1-0 | 1-0 |
| Independiente del Valle        | 1-1 | 2-1 | 2-1 | 0-0 | 2-1 | 1-1 |     | 2-1 | 1-2 | 3-0 | 3-0 | 1-0 |
| LDU Loja                       | 2-1 | 1-3 | 0-2 | 2-2 | 1-2 | 1-2 | 2-0 |     | 0-0 | 0-0 | 2-2 | 0-2 |
| LDU Quito                      | 1-0 | 0-2 | 3-1 | 1-3 | 1-0 | 1-2 | 2-1 | 1-1 |     | 1-0 | 2-0 | 2-1 |
| Club Social y Deportivo Macara | 0-0 | 1-5 | 1-0 | 2-2 | 2-1 | 0-0 | 1-5 | 0-1 | 0-3 |     | 1-0 | 1-1 |
| Manta Fútbol Club              | 1-2 | 3-1 | 3-2 | 0-0 | 4-0 | 1-2 | 3-1 | 1-1 | 1-1 | 1-1 |     | 2-2 |
| Universidad Católica           | 0-2 | 2-2 | 2-0 | 2-2 | 2-1 | 0-4 | 1-0 | 2-2 | 1-2 | 2-1 | 3-1 |     |

### Torneo Clausura

#### Classement
| Rang | Équipe                         | Pts | J  | G  | N  | P  | Bp | Bc | Diff |
| ---- | ------------------------------ | --- | -- | -- | -- | -- | -- | -- | ---- |
| 1    | Club Sport Emelec              | 43  | 22 | 12 | 7  | 3  | 39 | 13 | +26  |
| 2    | Universidad CatólicaP          | 38  | 22 | 11 | 5  | 6  | 34 | 29 | +5   |
| 3    | Independiente del Valle        | 34  | 22 | 9  | 7  | 6  | 33 | 23 | +10  |
| 4    | Club Deportivo El Nacional     | 34  | 22 | 9  | 7  | 6  | 19 | 14 | +5   |
| 5    | Deportivo Quito                | 33  | 22 | 9  | 6  | 7  | 21 | 26 | -5   |
| 6    | Barcelona Sporting ClubT       | 30  | 22 | 7  | 9  | 6  | 21 | 24 | -3   |
| 7    | LDU Loja                       | 29  | 22 | 7  | 8  | 7  | 28 | 22 | +6   |
| 8    | Manta Fútbol Club              | 27  | 22 | 7  | 6  | 9  | 21 | 27 | -6   |
| 9    | LDU Quito                      | 25  | 22 | 5  | 10 | 7  | 22 | 22 | 0    |
| 10   | Deportivo Cuenca               | 22  | 22 | 4  | 10 | 8  | 30 | 33 | -3   |
| 11   | Deportivo QuevedoP             | 22  | 22 | 6  | 4  | 12 | 18 | 34 | -16  |
| 12   | Club Social y Deportivo Macara | 16  | 22 | 3  | 7  | 12 | 16 | 35 | -19  |

|  | Qualification pour la Copa Libertadores 2014, la Copa Sudamericana 2014 et la finale nationale |
|  | T : Tenant du titre P : Promu de Segunda A                                                     |

#### Matchs
| Résultats (▼dom., ►ext.)       | BAR | CUE | QUE | QUI | NAC | EME | IDV | LDL | LDQ | MAC | MAN | CAT |
| Barcelona Sporting Club        |     | 3-3 | 2-0 | 2-1 | 0-1 | 0-2 | 1-1 | 0-0 | 1-0 | 0-0 | 2-1 | 0-1 |
| Deportivo Cuenca               | 0-0 |     | 3-0 | 6-1 | 0-0 | 0-0 | 1-3 | 1-0 | 0-3 | 2-0 | 1-1 | 2-2 |
| Deportivo Quevedo              | 0-0 | 3-1 |     | 2-0 | 1-0 | 1-3 | 0-3 | 1-1 | 0-0 | 1-0 | 1-0 | 0-2 |
| Deportivo Quito                | 1-2 | 1-1 | 2-1 |     | 0-0 | 2-0 | 1-1 | 2-0 | 0-0 | 3-0 | 1-0 | 2-0 |
| Club Deportivo El Nacional     | 0-1 | 2-2 | 2-0 | 0-1 |     | 0-2 | 1-0 | 1-1 | 1-0 | 2-0 | 2-1 | 2-1 |
| Club Sport Emelec              | 0-0 | 2-0 | 3-1 | 3-0 | 0-2 |     | 1-0 | 0-0 | 0-0 | 2-1 | 4-1 | 7-0 |
| Independiente del Valle        | 3-0 | 2-1 | 3-1 | 0-1 | 0-0 | 2-2 |     | 1-0 | 1-0 | 3-0 | 1-1 | 2-2 |
| LDU Loja                       | 3-1 | 2-1 | 1-0 | 4-0 | 1-1 | 0-2 | 2-1 |     | 1-1 | 4-1 | 3-0 | 0-1 |
| LDU Quito                      | 2-2 | 2-1 | 3-1 | 1-1 | 0-1 | 1-1 | 2-2 | 2-1 |     | 1-1 | 0-1 | 0-3 |
| Club Social y Deportivo Macara | 2-2 | 1-1 | 2-0 | 0-1 | 1-1 | 0-4 | 2-0 | 1-1 | 1-3 |     | 2-1 | 0-1 |
| Manta Fútbol Club              | 0-1 | 1-1 | 1-1 | 3-0 | 1-0 | 0-0 | 2-1 | 2-1 | 1-1 | 1-0 |     | 2-1 |
| Universidad Católica           | 3-1 | 3-1 | 2-3 | 0-0 | 1-0 | 2-1 | 2-3 | 2-2 | 1-0 | 1-1 | 3-0 |     |

### Classement cumulé
| Rang | Équipe                         | Pts | J  | G  | N  | P  | Bp | Bc | Diff |
| ---- | ------------------------------ | --- | -- | -- | -- | -- | -- | -- | ---- |
| 1    | Club Sport Emelec              | 88  | 44 | 26 | 10 | 8  | 67 | 30 | +37  |
| 2    | Independiente del Valle        | 73  | 44 | 21 | 10 | 13 | 70 | 48 | +22  |
| 3    | Deportivo Quito                | 71  | 44 | 19 | 14 | 11 | 62 | 50 | +12  |
| 4    | CDU Católica del EcuadorP      | 71  | 44 | 20 | 11 | 13 | 68 | 64 | +4   |
| 5    | Barcelona Sporting ClubT       | 68  | 44 | 18 | 14 | 12 | 54 | 43 | +11  |
| 6    | LDU Quito                      | 66  | 44 | 17 | 15 | 12 | 48 | 41 | +7   |
| 7    | Club Deportivo El Nacional     | 60  | 44 | 17 | 9  | 18 | 48 | 47 | +1   |
| 8    | Manta Fútbol Club              | 49  | 44 | 12 | 13 | 19 | 47 | 60 | -13  |
| 9    | Deportivo Cuenca               | 47  | 44 | 10 | 17 | 17 | 58 | 68 | -10  |
| 10   | LDU Loja                       | 46  | 44 | 10 | 16 | 18 | 49 | 55 | -6   |
| 11   | Deportivo QuevedoP             | 45  | 44 | 12 | 9  | 23 | 44 | 68 | -24  |
| 12   | Club Social y Deportivo Macara | 32  | 44 | 6  | 14 | 24 | 30 | 71 | -41  |

|  | Qualification pour la Copa Libertadores 2014 |
|  | Qualification pour la Copa Sudamericana 2014 |
|  | Relégation directe en Segunda A              |
|  | T : Tenant du titre P : Promu de Segunda A   |

#### Finale pour le titre
Pas de finale nationale car le Club Sport Emelec a remporté les deux tournois saisonniers.

## Bilan de la saison
| Championnat d'Équateur de football 2013 |                                |
| Champion                                | Club Sport Emelec (11e titre)  |
| Qualifications continentales            |                                |
| Copa Libertadores 2014                  | Club Sport Emelec              |
| Copa Libertadores 2014                  | Independiente del Valle        |
| Copa Libertadores 2014                  | Deportivo Quito                |
| Copa Sudamericana 2014                  | Club Sport Emelec              |
| Copa Sudamericana 2014                  | Independiente del Valle        |
| Copa Sudamericana 2014                  | CDU Católica del Ecuador       |
| Copa Sudamericana 2014                  | Barcelona Sporting Club        |
| Promotions et relégations               |                                |
| Promus en Serie A                       | Centro Deportivo Olmedo        |
| Promus en Serie A                       | Mushuc Runa SC                 |
| Relégués en Serie B                     | Club Social y Deportivo Macara |
| Relégués en Serie B                     | Deportivo Quevedo              |